# Louis Charles Henri Macquart
Louis Charles Henri Macquart  (* 5. Dezember 1745 in Reims; † 12. Juli 1808 in Paris) war ein französischer Chemiker und Arzt.
Er war Arzt (Mitglied der Société de médicine de Paris),  Professor für Naturgeschichte an der École centrale de Seine et Marne und Konservator im königlichen Naturgeschichtskabinett von Fontainebleau.
In staatlichem Auftrag unternahm er eine Russlandreise, über die ein 1789 veröffentlichter  Reisebericht auch auf Deutsch erschien.
Von 1789 bis 1818 war er korrespondierendes Mitglied der Académie des belles-lettres, sciences et arts de La Rochelle für die Stadt Reims. Außerdem war er Mitglied der Société philomatique in Paris und der Gesellschaft der Wissenschaften von Hessen-Kassel.
Er befasste sich mit Mineralogie und analysierte Mineralwasser. Das Mineral Macquarit wurde nach ihm benannt. Macquart bearbeitete die Artikel über Hygiene im Dictionnaire de médecine der Encyclopédie méthodique.

## Schriften
- Essais ou recueil des mémoires sur plusieurs points de minéralogie, avec la description des pièces déposées chez le Roi, la figure, et l’analyse, chimique de celles qui sont les plus intéressantes et la topographie de Moscow : après un voyage fait au Nord par ordre du Gouvernement, 1789
  - Deutsche Übersetzung: Beschreibung einer auf Befehl der Regierung nach dem Norden gemachten Reise: enthaltend Abhandlungen über mehrere Gegenstände der Mineralogie; Beschreibung der in die königl. Sammlung abgegebenen merkwürdigen Stücke : eine Ortsbeschreibung von Moskau mit vielen statistischen Bemerkungen, Frankfurt 1790 (die Ortsbeschreibung von Moskau erschien auch separat), Digitalisat
- Dictionnaire de la conservation de l’homme, ou d’hygiène, et d’éducation physique et morale, 1798, 1799
- Manuel sur les propriétés de l’eau : particulierement dans l’art de guérir, 1783